# Конкурс инновационных образовательных программ вузов
Конкурс инновационных образовательных программ вузов (ИОП) — программа Министерства образования и науки России, проводившаяся в 2006—2008 годах в рамках приоритетного национального проекта «Образование». Финансирование выделялось единоразово и могло быть потрачено на направления, обозначенные правилами проекта. Конкурс заявок проходил в два этапа, вузы претендавали на субсидии в размере от 200 млн до 1 млрд (в первом этапе — от 400 млн). Всего на программу было выделено 25 млрд рублей. В первом туре было просубсидировано 17 вузов-победителей, во втором — 40.

## Описание и условия
Конкурс инновационных образовательных программ вузов был объявлен Минобрнауки в рамках приоритетного национального проекта «Образование» в 2006 году. Национальные проекты были инициативой президента Владимира Путина, которую глава государства годом ранее представил на встрече с членами Правительства.
Конкурс был открыт для всех аккредитованных государственных и негосударственных вузов любого уровня из любого субъекта России. В заявке, размещаемой на официальном сайте и сайте министерства, вузы могли запросить целевую субсидию на «улучшение инновационной образовательной программы» по четырём направлениям: закупка лабораторного оборудования, разработка и приобретение программного и методического обеспечения, модернизация материально-технической учебной базы, повышение квалификации и профессиональная переподготовка научно-педагогического и другого персонала. Деньги выдавались на условии софинансирования, которое не могло быть потрачено на иные цели и в иных объёмах, чем указано в заявке. В случае победы вуз в течение пяти дней подписывал документы и заключал договор договор ГПХ с Минобрнауки. В конце каждого года неизрасходованный остаток субсидий подлежал возврату в государственный бюджет. Эффективность расходования средств определялась регулярным финансовым аудитом, а также и опросом среди студентов, преподавателей, выпускников, работодателей и представителей местных органов власти. Вузы-победители первого этапа не могли подаваться повторно.
Решение о предоставлении субсидии принимала конкурсная комиссия под председательством министра образования и науки Андрея Фурсенко. Членами комиссии выступали представители научного сообщества, российского бизнеса и органов государственной власти, например, председатель думского комитета по образованию и науке Николай Булаев, замруководителя Рособрнадзора Елена Геворкян, главред журнала «Эксперт» Валерий Фадеев, директор Департамента государственной научно-технической и инновационной политики Александр Хлунов, представители РЖД, «Газпрома», «Северстали», РАО «ЕЭС России», IBS Group и другие.

## Этапы и результаты
Первый этап (2006—2007)
Заявки на первый этап принимались в апреле — мае 2006 года. Из выделенного финансирования в 5 млрд рублей (при 1,4 млрд софинансирования) выдавались субсидии от 400 млн до 1 млрд. Из 200 присланных заявок в финал прошло 28 вузов, в итоге члены комиссии отобрали 17 победителей. Так, Петербургский государственный университет получил максимальный грант — 950 млн, Кубанский аграрный — 400 млн.
По итогам первого тура конкурса почти 70 % средств было направлено на закупку оборудования, ещё 25 % — на программное и методическое обучение, 5 % — на повышение квалификации. Всего было обучено более 2000 сотрудников и модернизировано более 300 научных лабораторий. Например, Московская медицинская академия устроила виртуальную клиническую лабораторию. Пермский госуниверситет выделил на оборудование 257,8 млн, эта же статья расходов Дальневосточного университета составила 90 %. Высшая школа экономики практически всю субсидию направила на учебно-методические и программные продукты и повышение квалификации. Томский государственный университет получил грант 840 млн и его большую часть выделил на самый мощный в СНГ суперкомпьютер.
Второй этап (2007—2008)
Со 2 декабря 2006 по 15 января 2007 года организаторы получили 267 заявок, на второй тур конкурса выделили 20 млрд рублей. В финал прошла 71, а в мае были объявлены 40 победителей. Максимальную сумму субсидий получил МГУ — чуть менее 1 млрд рублей, Белгородский университет — 434 млн, Тюменский государственный — 425 млн.
Распределение субсидий во втором туре было сходным: около 75—80 % средств также направили на обновление материально-технической базы, 10—15 % — на программное и методическое обеспечение, ещё 5—10 % — на повышение квалификации сотрудников.
Самое отрадное, что эти средства получают наши региональные вузы, а не только столичные. В этом году они смогут получить субсидии от 200 млн до 1 млрд руб. Для большинства университетов эти суммы сопоставимы с их годовым бюджетом.— Вице-премьер Дмитрий Медведев

## Победители
Первый этап
1. Высшая школа экономики (ВШЭ)
2. Дальневосточный государственный университет (в настоящий момент ДВФУ)
3. Кубанский государственный аграрный университет (КубГАУ)
4. Московская медицинская академия имени Сеченова (Первый МГМУ имени Сеченова)
5. Московский государственный институт стали и сплавов (с 2008 года — МИСиС)
6. Московский государственный институт электронной техники (МИЭТ)
7. Московский государственный технический университет имени Баумана (МГТУ имени Баумана)
8. Московский государственный университет имени Ломоносова (МГУ)
9. Московский физико-технический институт (МФТИ)
10. Нижегородский государственный университет имени Лобачевского (ННГУ)
11. Пермский государственный университет (ПГНИУ)
12. Самарский государственный аэрокосмический университет имени Королёва (СГАУ)
13. Санкт-Петербургский государственный горный институт имени Плеханова (СПГУ)
14. Санкт-Петербургский государственный университет (СПбГУ)
15. Таганрогский государственный радиотехнический университет (реорганизован в 2007 году в ИТА ЮФУ)
16. Томский государственный университет (ТГУ)
17. Томский государственный университет систем управления и радиоэлектроники (ТУСУР)[25]

Второй этап
1. Академия народного хозяйства при Правительстве Российской Федерации (РАНХиГС)
2. Белгородский государственный университет (БелГУ)
3. Владимирский государственный университет (ВлГУ)
4. Вятский государственный университет (ВятГУ)
5. Дальневосточный государственный технический университет (ДВГТУ)
6. Дальневосточный государственный университет путей сообщения (ДВГУПС)
7. Казанский государственный технический университет имени Туполева (КНИТУ-КАИ)
8. Московский городской психолого-педагогический университет (МГППУ)
9. Московский государственный институт международных отношений (МГИМО)
10. Московский государственный лингвистический университет (МГЛУ)
11. Московский государственный медико-стоматологический университет (МГМСУ)
12. Московский государственный строительный университет (МГСУ)
13. Московский государственный университет путей сообщения (МИИТ)
14. Московский инженерно-физический институт (МИФИ)
15. Московский педагогический государственный университет (МПГУ)
16. Московский энергетический институт (МЭИ)
17. Новосибирский государственный технический университет (НГТУ)
18. Новосибирский государственный университет (НГУ)
19. Орловский государственный аграрный университет (Орловский ГАУ)
20. Пермский государственный технический университет (ПНИПУ)
21. Российская экономическая академия имени Плеханова (РЭУ имени Плеханова)
22. Российский государственный аграрный университет — МСХА имени Тимирязева
23. Российский государственный педагогический университет (РГПУ имени Герцена)
24. Российский государственный университет имени Иммануила Канта (БФУ имени Канта)
25. Российский государственный университет нефти и газа имени Губкина
26. Российский государственный университет физической культуры, спорта и туризма
27. Российский университет дружбы народов (РУДН)
28. Санкт-Петербургский государственный политехнический университет (СПбПУ)
29. Санкт-Петербургский государственный университет информационных технологий, механики и оптики (с 2014 года — Университет ИТМО)
30. Санкт-Петербургский государственный электротехнический университет (СПбГЭТУ «ЛЭТИ»)
31. Саратовский государственный университет имени Чернышевского (СГУ)
32. Ставропольский государственный аграрный университет (СтГАУ)
33. Тамбовский государственный университет имени Державина (ТГУ имени Державина)
34. Томский политехнический университет (ТПУ)
35. Тюменский государственный университет (ТюмГУ)
36. Уральский государственный технический университет (УГТУ-УПИ)
37. Уральский государственный университет (УрГУ)
38. Уфимский государственный авиационный технический университет (УГАТУ)
39. Южно-Уральский государственный университет (ЮУрГУ)
40. Якутский государственный университет (СВФУ)[26]